# ムトト
ムトト (Mtoto) はイギリスで競走生活を送った競走馬、および種牡馬。古馬になってからイギリスの中距離路線で活躍し、キングジョージ6世&クイーンエリザベスステークス優勝やエクリプスステークス連覇などの戦績を残した。馬名はスワヒリ語に由来し、単数形の「子供」を意味する言葉である。

## 経歴
2歳時の1985年より競走馬としてデビューしているが、2歳時は1戦のみで終わり、また3歳になってヘイドックパーク競馬場の未勝利戦で初勝利を挙げているが、そのほかの競走ではぱっとした成績ではなかった。
しかし4歳となった1987年から、その成績はどんどんと好転した。まず5月にその年の初戦である、サンダウンパーク競馬場のブリガディアジェラードステークス (G3) に出走、ここで優勝して初の重賞勝ちを収めた。翌戦プリンスオブウェールズステークス（当時G2）も勝ち、さらにG1エクリプスステークスでも優勝し、戴冠とともに3連勝を飾った。続くキングジョージ6世&クイーンエリザベスステークスは重馬場を嫌って出走回避。この年フランスの凱旋門賞にも遠征しているが、トランポリーノの4着に敗れている。
5歳シーズンは1988年5月の準重賞から始動して1位に入線したが、出走全馬がコースを間違えていたことでレースが無効（不成立）となる。しかしプリンスオブウェールズステークスとエクリプスステークスではそれぞれ連覇を飾り、さらにキングジョージ6世&クイーンエリザベスステークスでもスローペースのなか追い込みが決まり、連勝記録を伸ばした。そのあとセレクトステークス (G3) を勝ってから挑んだ同年の凱旋門賞では、直線で内に閉じ込められるロスがあり優勝したトニービンにクビ差届かず2着に終わったが、同年はこれ以外負けなしという内容の濃い成績を残した。それが評価され、イギリスの競馬雑誌『ペースメイカー・インターナショナル』主催の表彰において欧州年度代表馬の座に加え、古馬部門と中距離部門のタイトルも獲得した。
ムトトは5歳シーズンを最後に競走生活を引退し、以後はアストンアプソープスタッドに繋養される種牡馬となった。初年度の種付け料は18000ポンドであった。
現代の流行からはかけ離れた血統背景を持つが、英ダービー優勝馬シャーミット（Shaamit 1993年生、牡馬）やアスコットゴールドカップ優勝馬セレリック（Celeric 1992年生、せん馬）など、おもに中長距離で活躍馬を出した。しかし、牡馬で唯一のG1勝ち馬であるシャーミットはG1勝ち馬を1頭出すにとどまり、それ以外の後継種牡馬もこれといった産駒を出せず、父系は勢力を失いつつある。
2011年、28歳で死亡した。

### おもな産駒
- シャーミット（英語: Shaamit）（イギリスダービー）
- セレリック（アスコットゴールドカップ）
- シリアスアティテュード（チェヴァリーパークステークス、ニアークティックステークス）

## 競走成績
| 出走日     | 競馬場           | 競走名                  | 格 | 距離      | 着順 | 騎手       | 着差      | 1着（2着）馬       |
| ---------- | ---------------- | ----------------------- | -- | --------- | ---- | ---------- | --------- | ------------------ |
| 1985.08.07 | ヨーク           | ファミリーリゾートS     |    | 芝7f      | 3着  | ―          | 3馬身     | Queen's Soldier    |
| 1986.05.08 | サンダウン       | 未勝利S                 |    | 芝10f     | 2着  | ―          | ―         | ―                  |
| 1986.06.06 | ヘイドック       | 未勝利S                 |    | 芝10.5f   | 1着  | M.ロバーツ | 2馬身     | (Top Range)        |
| 1986.06.17 | アスコット       | キングエドワード7世S    | G3 | 芝12f     | 5着  | ―          | ―         | Bonhomie           |
| 1986.07.17 | ヨーク           | コンウェイS             |    | 芝11f110y | 2着  | ―          | 1馬身     | Magic Slipper      |
| 1986.08.20 | ヨーク           | アンディキャップH       |    | 芝9f      | 2着  | ―          | 2馬身     | My Generation      |
| 1986.09.27 | アスコット       | クイーンエリザベス2世S  | G1 | 芝8f      | 4着  | ―          | 5馬身     | Sure Blade         |
| 1987.05.26 | サンダウン       | ブリガディアジェラードS | G3 | 芝10f     | 1着  | M.ロバーツ | 2 1/2馬身 | (Allez Milord)     |
| 1987.06.16 | アスコット       | プリンスオブウェールズS | G2 | 芝10f     | 1着  | M.ロバーツ | 2 1/2馬身 | (Amerigo Vespucci) |
| 1987.07.04 | サンダウン       | エクリプスS             | G1 | 芝10f     | 1着  | M.ロバーツ | 3/4馬身   | (Reference Point)  |
| 1987.10.04 | ロンシャン       | 凱旋門賞                | G1 | 芝2,400m  | 4着  | M.ロバーツ | 5馬身     | Trempolino         |
| 1987.10.17 | ニューマーケット | 英チャンピオンS         | G1 | 芝10f     | 8着  | ―          | ―         | Triptych           |
| 1988.05.18 | グッドウッド     | フェスティバルS         |    | 芝10f     | 無効 | M.ロバーツ | 1馬身     | (Media Starguest)  |
| 1988.06.14 | アスコット       | プリンスオブウェールズS | G2 | 芝10f     | 1着  | M.ロバーツ | クビ      | (Broken Hearted)   |
| 1988.07.02 | サンダウン       | エクリプスS             | G1 | 芝10f     | 1着  | M.ロバーツ | クビ      | (Shady Heights)    |
| 1988.07.23 | アスコット       | キングジョージ          | G1 | 芝12f     | 1着  | M.ロバーツ | 2馬身     | (Unfuwain)         |
| 1988.09.09 | グッドウッド     | セレクトS               | G3 | 芝10f     | 1着  | M.ロバーツ | 2 1/2馬身 | (Hibernian Gold)   |
| 1988.10.02 | ロンシャン       | 凱旋門賞                | G1 | 芝2,400m  | 2着  | M.ロバーツ | クビ      | Tony Bin           |

## 血統表
| ムトトの血統ブランドフォード系 / Donatello3×4=18.75% | ムトトの血統ブランドフォード系 / Donatello3×4=18.75% | ムトトの血統ブランドフォード系 / Donatello3×4=18.75% | （血統表の出典） | （血統表の出典） |
| 父 Busted 1963 鹿毛                                  | 父の父Crepello 1954 栗毛                             | Donatello                                            | Blenheim         | Blenheim         |
| 父 Busted 1963 鹿毛                                  | 父の父Crepello 1954 栗毛                             | Donatello                                            | Delleana         |                  |
| 父 Busted 1963 鹿毛                                  | 父の父Crepello 1954 栗毛                             | Crepuscule                                           | Mieuxce          | Mieuxce          |
| 父 Busted 1963 鹿毛                                  | 父の父Crepello 1954 栗毛                             | Crepuscule                                           | Red Sunset       |                  |
| 父 Busted 1963 鹿毛                                  | 父の母Sans le Sou 1957 鹿毛                          | *ヴィミー Vimy                                       | Wild Risk        | Wild Risk        |
| 父 Busted 1963 鹿毛                                  | 父の母Sans le Sou 1957 鹿毛                          | *ヴィミー Vimy                                       | Mimi             |                  |
| 父 Busted 1963 鹿毛                                  | 父の母Sans le Sou 1957 鹿毛                          | Martial Loan                                         | Court Martial    | Court Martial    |
| 父 Busted 1963 鹿毛                                  | 父の母Sans le Sou 1957 鹿毛                          | Martial Loan                                         | Loan             |                  |
| 母 Amazer 1967 鹿毛                                  | 母の父*ミンシオ Mincio 1957 鹿毛                     | Relic                                                | War Relic        | War Relic        |
| 母 Amazer 1967 鹿毛                                  | 母の父*ミンシオ Mincio 1957 鹿毛                     | Relic                                                | Bridal Colors    |                  |
| 母 Amazer 1967 鹿毛                                  | 母の父*ミンシオ Mincio 1957 鹿毛                     | Merise                                               | Le Pacha         | Le Pacha         |
| 母 Amazer 1967 鹿毛                                  | 母の父*ミンシオ Mincio 1957 鹿毛                     | Merise                                               | Miraflore        |                  |
| 母 Amazer 1967 鹿毛                                  | 母の母Alzara 1961 栗毛                               | Alycidon                                             | Donatello        | Donatello        |
| 母 Amazer 1967 鹿毛                                  | 母の母Alzara 1961 栗毛                               | Alycidon                                             | Aurora           |                  |
| 母 Amazer 1967 鹿毛                                  | 母の母Alzara 1961 栗毛                               | Zabara                                               | Persian Gulf     | Persian Gulf     |
| 母 Amazer 1967 鹿毛                                  | 母の母Alzara 1961 栗毛                               | Zabara                                               | Samovar F-No.1-k |                  |